# Indonezyjski Instytut Nauk

Logo LIPI (2018)

Indonezyjski Instytut Nauk (indonez. Lembaga Ilmu Pengetahuan Indonesia – LIPI) – największy instytut badawczy w Indonezji. Zatrudnia 4668 pracowników, w tym 909 naukowców w 18 ośrodkach badawczo-rozwojowych oraz Centrum Dokumentacji i Informacji Naukowej.
Działalność naukowa na terenie dzisiejszej Indonezji rozwijała się od XVI wieku wraz z badaniami florystycznymi Jacoba Bontiusa i Georga Eberharda Rumphiusa. W 1817 r. C. G. L. Reinwardt zainicjował ogród botaniczny w Bogor (S’land Plantentuin). W 1928 r. rząd Holenderskich Indii Wschodnich założył Radę Nauk Przyrodniczych (Natuurwetenschappelijk Raad voor Nederlandsch Indie). W 1957 r. powstała Rada Nauki Indonezji (Majelis Ilmu Pengetahuan Indonesia, MIPI). W 1967 r. obowiązki rady przejął Indonezyjski Instytut Nauk.
Do funkcji Indonezyjskiego Instytutu Nauk należą:
1. prowadzenie badań oraz działanie na rzecz rozwoju nauki i techniki;
2. udzielanie wskazówek w kwestii rozwoju nauki i techniki;
3. wspieranie i rozwijanie świadomości naukowej wśród ludności Indonezji;
4. wspieranie i rozwijanie społeczności naukowej;
5. rozwijanie współpracy z organami naukowymi na szczeblu krajowym i międzynarodowym zgodnie z obowiązującymi prawami i regulacjami;
6. świadczenie usług związanych z nauką i techniką;
7. doradzanie rządowi w formułowaniu krajowej polityki z zakresu nauki i techniki.